# Lars Nordrum

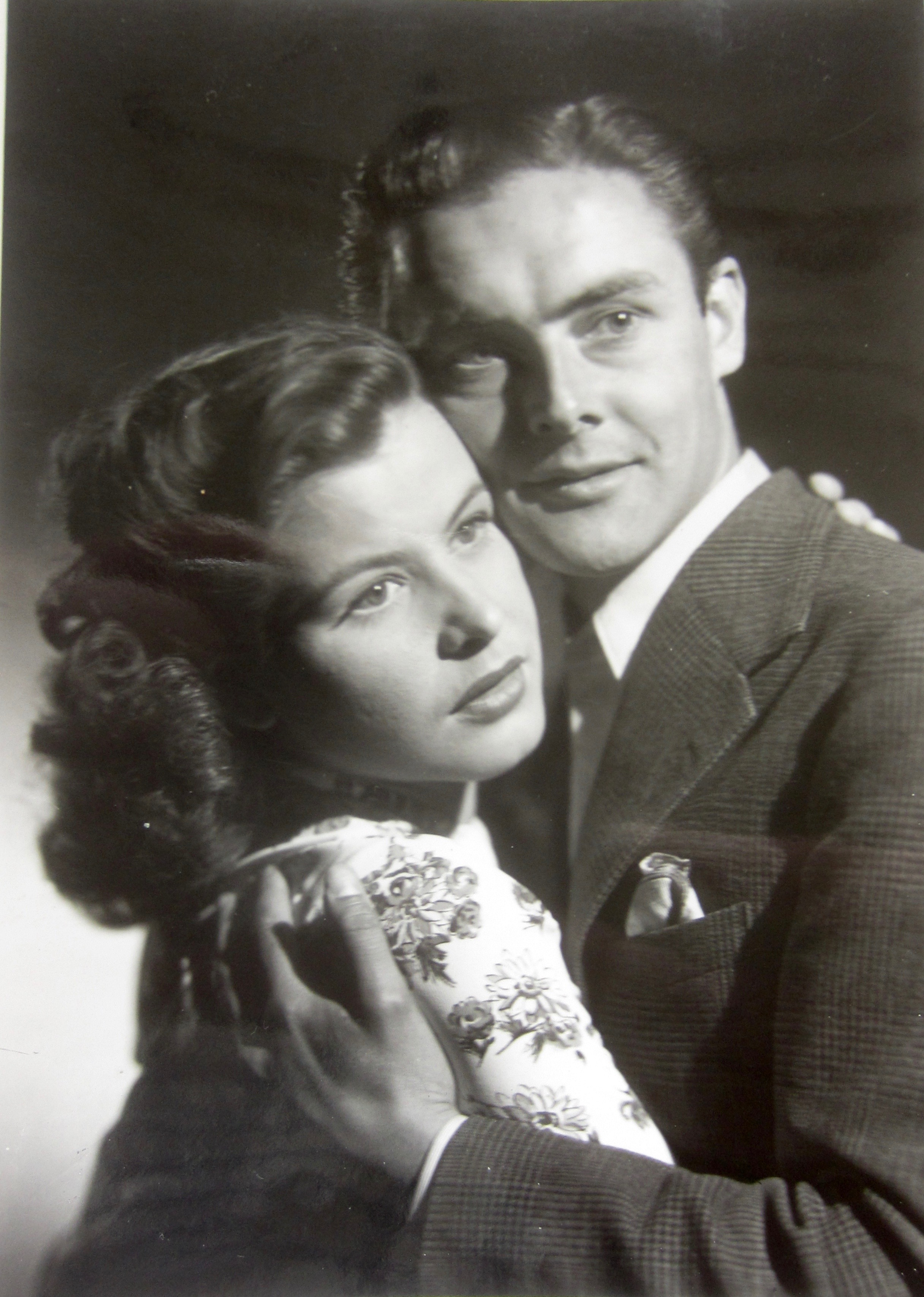
Maj-Britt Nilsson och Lars Nordrum vid inspelningen av Resan bort (1945),
foto: Louis Huch.

Lars Einar Nordrum, född 28 oktober 1921 i Oslo, död 25 januari 1973 i Oslo, var en norsk skådespelare. Han var från 1952 gift med den norskfödda svenska skådespelerskan Lillebil Kjellén (äktenskapet upplöst).
Nordrum debuterade 1934 på Centralteatret och var från 1938 knuten till Nationaltheatret, bortsett från två säsonger på Folketeatret 1952–1954. Han hade också roller i film och radio. Nordrum var en begåvad karaktärsskådespelare som skapade starkt personliga, egenartade rollfigurer. Han gjorde stora komediroller hos Shakespeare och Holberg, kunde göra intryck som elegant scenlejon i Glada änkan, och gjorde en oförglömlig insats i musikalen Fantasticks på Chat Noir. Som konstnär nådde han emellertid längst i tragiska roller som titelrollen i Strindbergs Erik XIV, Osvald i Ibsens Gengångare och Harald jarl i Bjørnsons Sigurd Slembe. Bland hans roller märks även Prinsen i Holger Drachmanns Det var en gång, Mannen i Kjeld Abells Dager på en sky, Georges i Jean Anouilhs Möte med lyckan, Frederic och Maurice i Anouilhs Dans under stjärnorna, Happy i En handelsresandes död och Assessor Brack i Hedda Gabler.
Han filmdebuterade i en småroll i Tante Pose 1940, och gjorde bemärkta roller i bland annat Vad vore livet utan dig (1951), Vildanden (1963) och Liv (1967). Han gjorde också intryck som pianisten i Sverre Udnæs Aske på Fjernsynsteatret 1973.

## Filmografi
Enligt Internet Movie Database:
- 1940 – Tante Pose
- 1945 – Resan bort
- 1949 – Vi flyger på Rio
- 1951 – Vad vore livet utan dig
- 1954 – I moralens navn
- 1955 – Ute blåser sommarvind
- 1956 – Kvinnens plass
- 1956 – Ektemann alene
- 1957 – Selv om de er små
- 1960 – Veien tilbake
- 1963 – Vildanden
- 1964 – Elskere
- 1964 – Klokker i måneskinn
- 1964 – Nydelige nelliker
- 1965 – De kalte ham Skarven
- 1965 – Klimaks
- 1966 – Svält
- 1967 – Liv
- 1968 – Festival i Venedig
- 1970 – Døden i gatene
- 1973 – Anton
- 1974 – Sommerfuglene